# Emil Schwarz (Schauspieler)

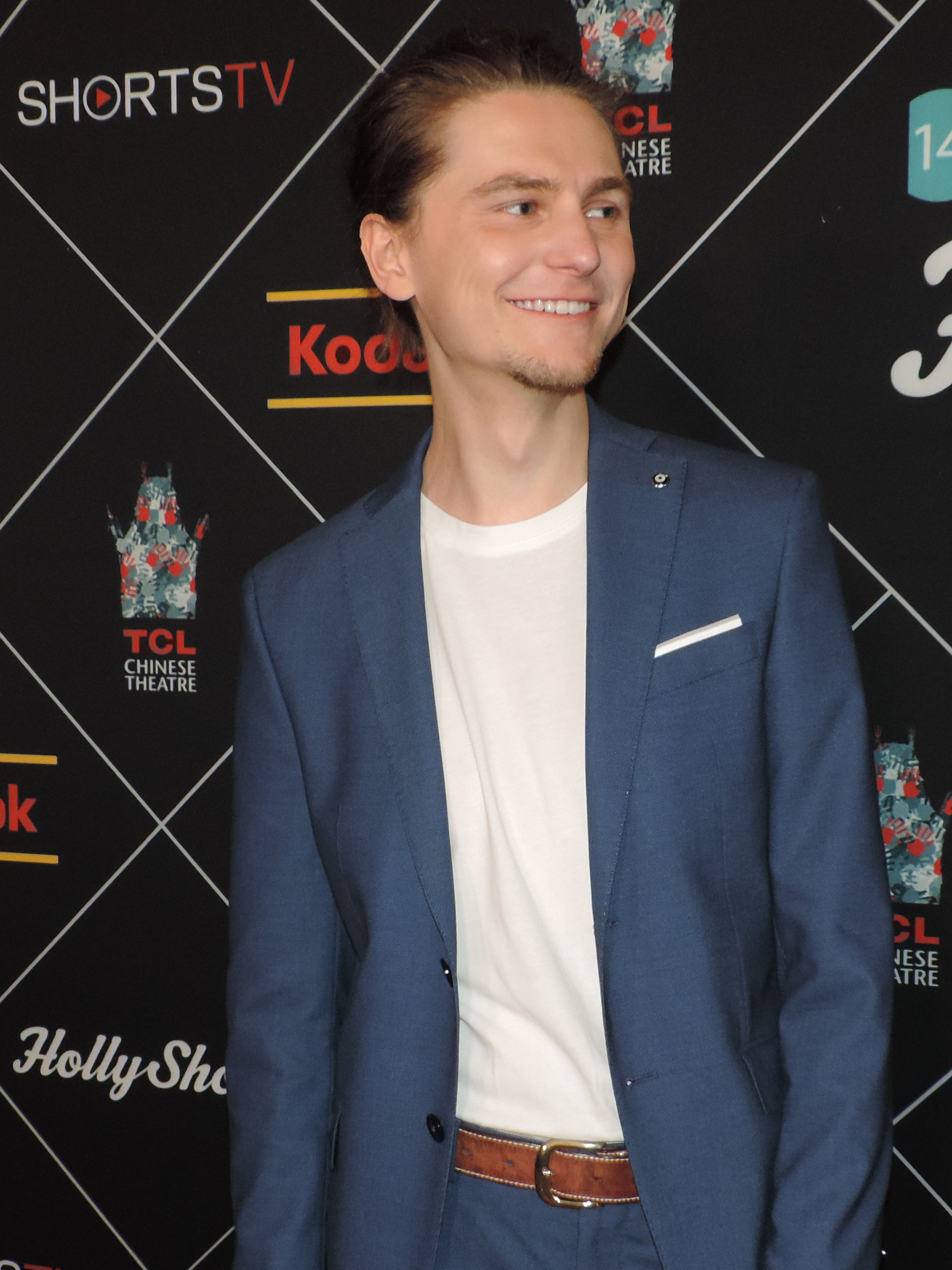
Emil Schwarz bei den Holly Shorts in Los Angeles, CA 2018.

Christopher Emil Arnold Schwarz (* 10. Juni 1987 in Osnabrück) ist ein deutscher Schauspieler und Sprecher.

## Biographie
Schwarz absolvierte seine Schauspielausbildung an der Schauspielschule der Keller in Köln von 2011 bis 2015. Während des Studiums spielte er an den Wuppertaler Bühnen, am Schauspiel Köln und am Theater der Keller. 
Er gehört zur Ursprungsbesetzung der Kölner Tschick-Inszenierung am Theater der Keller, welche seit Oktober 2014 gespielt wird. Über 200 Mal war Schwarz bislang in der Rolle des Maik Klingenberg zu sehen. 2014 wurde er für seine Darstellung für den Kölner Theaterpreis Puck nominiert.
Nach Engagements am Westfälischen Landestheater und dem Theater Münster ist er seit der Spielzeit 2020/2021 festes Ensemblemitglied des Staatstheaters Meiningen.
Neben Sprechertätigkeiten in verschiedenen Hörspielen war er unter anderem für Studio 100, Google, Arte und Spiegel TV tätig.

## Filmographie (Auswahl)
- 2023: Irgendwas mit Medien (Fernsehserie)
- 2022: Theresa Wolff – Waidwund (Fernsehfilmreihe)
- 2021: Hyperland
- 2020: Contra
- 2019: Dem Horizont so nah
- 2019: Kuntergrau – 3. Staffel
- 2017: Rentnercops – Ein bisschen Frieden
- 2017: Das Leben danach
- 2016: Rhein-Lahn Krimi: Jammertal
- 2016: Die Chefin – Hexenjagd
- 2014: Wintersreise (Kurzfilm)
- 2014: SOKO Köln – Die Frau im Bus
- 2014: Heldt – Immer Ärger mit Harry
- 2014: Tod den Hippies, es lebe der Punk

## Theater (Auswahl)
- 2019: Anatevka, Rolle: Perschick
- 2019: Krabat, Rolle: Krabat
- 2017: Nils Holgersson, Rolle: Nils Holgersson
- 2017: Das Tierreich, Rollen: Marko, Klaus, Paul
- 2016: Ein Sommernachtstraum, Rolle: Hans Schnock
- 2015: Amadeus, Rolle: Wolfgang Amadeus Mozart
- 2014: Tschick, Rolle: Maik Klingenberg
- 2010: Rocky Horror Show, Rolle: Rocky
- 2010: Der kleine Vampir, Rolle: Rüdiger von Schlotterstein
- 2010: Footloose, Rolle: Ren McCormack
- 2008: Der Zauberer von Oz, Rolle: Vogelscheuche
- 2008: Das Tagebuch der Anne Frank, Rolle: Peter van Daan

## Hörbücher (Auswahl)
- 2021: Tomasz Jedrowski – Im Wasser sind wir schwerelos (Steinbach Sprechende Bücher)
- 2021: Jacob Walden – Wahrheit oder Sylt (Steinbach Sprechende Bücher)

## Preise (Auswahl)
- 2021: Grimme-Preis für Kuntergrau – Staffel 3 (nominiert)
- 2016: Kurt-Hackenberg-Preis für Tschick
- 2016: Gelsenkirchener Theaterpreis für Schaf
- 2015: Hollywood North Film Festival CA – best overall film – Wintersreise
- 2014: Puck als bester Nachwuchsschauspieler Köln (nominiert)